# Сюаньчжоу
Сюаньчжо́у (кит. упр. 宣州, пиньинь Xuānzhōu) — район городского подчинения городского округа Сюаньчэн провинции Аньхой (КНР). Район назван в честь средневековой административной единицы, органы власти которой размещались на этой территории.

## История
Когда китайские земли впервые в истории были объединены в единое государство, то властями империи Цинь в этих местах был образован уезд. При империи Хань уезд получил название Ваньлин (宛陵县) и в нём в 109 году до н. э. разместились власти округа Даньян (丹阳郡).
При империи Цзинь в 281 году из округа Даньян был выделен округ Сюаньчэн (宣城郡), власти которого разместились в Ваньлине; он был подчинён провинции Янчжоу (扬州). После образования империи Суй уезд Ваньлин был переименован в Сюаньчэн (宣城县); он входил в состав области Сюаньчжоу (宣州). При империи Сун в 1166 году область Сюаньчжоу была преобразована в Нингоскую управу (宁国府).
После монгольского завоевания Нингоская управа была преобразована в Нингоский регион (宁国路). Когда повстанцы под предводительством Чжу Юаньчжана в 1367 году захватили эти места, то ими была восстановлена Нингоская управа, и она просуществовала вплоть до Синьхайской революции 1911 года, после которой в результате административной реформы управы были упразднены.
После окончания Второй мировой войны урбанизированная часть уезда Сюаньчэн была выделена в город Сюаньчжоу (宣州市).
После того, как во время гражданской войны эти места перешли под контроль коммунистов, в мае 1949 года был образован Специальный район Сюаньчэн (宣城专区), в состав которого вошли город Сюаньчжоу и 5 уездов. В 1950 году город Сюаньчжоу был упразднён, а его территория вновь вошла в состав уезда Сюаньчэн. В 1951 году Специальный район Сюаньчэн был расформирован, и уезд перешёл в состав созданного в 1952 году Специального района Уху (芜湖专区), который в 1971 году был переименован в Округ Уху (芜湖地区).
В 1973 году город Уху был выведен из состава округа, став городом провинциального подчинения. В 1980 году уезд Уху был передан в подчинение властям города Уху, а органы власти округа переехали из уезда Уху в уезд Сюаньчэн, после чего Округ Уху был переименован в Округ Сюаньчэн (宣城地区).
В 1987 году уезд Сюаньчэн был расформирован, а вместо него образован городской уезд Сюаньчжоу.
В 2000 году постановлением Госсовета КНР были расформированы округ Сюаньчэн и городской уезд Сюаньчжоу, и был образован городской округ Сюаньчэн; бывший городской уезд Сюаньчжоу стал районом Сюаньчжоу в его составе.

## Административное деление
Район делится на 9 уличных комитетов, 12 посёлков и 3 волости.
В августе 2008 года в связи со строительством в городском уезде Нинго Ганкоуваньской ГЭС жители волости Дунъань были полностью переселены на территорию госхоза Тяньху района Сюаньчжоу, где был создан посёлок Тяньху подчинённый властям городского уезда Нинго; таким образом на территории района Сюаньчжоу образовался анклав городского уезда Нинго.